# 飛行船 (バンド)
飛行船は、日本の4人組バンド。1975年にフィリップス・レコードよりデビュー。結成は1974年。1977年に解散。

## メンバー
- あんべ光俊（あんべ みつとし、1953年9月16日 - ）ボーカル。岩手県釜石市出身。早稲田大学社会科学部卒業。
- 萩原誠（はぎわら まこと）エレクトリックベース、早稲田大学出身
- 小野寺進（おのでら すすむ）キーボード。岩手県生まれ。駒澤大学
- 小島光浩（おじま みつひろ）ドラム

## 概要
1974年、あんべ光俊が大学在学中に同じゼミの萩原誠（E.Bas）、久保裕治と結成。大学3年時終了時にアルバイトで貯めた金を放出してシングルレコード「しょうよう歌/白夜」を自主制作。レコーディングは高田馬場のBIG BOXに当時あったVICTORショールーム内のレコーディングスタジオで行った。
その後、久保が脱退して、新たにあんべの高校の後輩で駒澤大学生だった小野寺進と渋谷のヤマハ掲示板でメンバー募集の呼びかけを見た小島光浩が参加して、新たに四人組のグループ「飛行船」を再結成した。自主制作版「しょうよう歌」が音楽関係者で評判を呼び、翌年、フィリップスよりデビューする。
1977年5月、1st.アルバム『風の時刻表』をリリース。7月、安部光俊＆飛行船名義でシングル「青春の踏切で / 花嫁泥棒」をリリース。ほどなく飛行船は解散する。

## ディスコグラフィ
シングル
1. しょうよう歌 / 大和めぐり（ 飛行船/1975. フィリップス）
2. 遠野物語 / ブラックコーヒー　（1976.8. 東芝EMI）
3. ロンリー・ボーイ（1976.11. 東芝EMI）
4. 悲しみのイエスタデイ（1977.3. 東芝EMI）
5. 青春の踏切で（1977.7. 東芝EMI）

 アルバム 
1. 風の時刻表 (1977.05. 東芝EMI) 全10曲
  1. 青春の踏切で
  2. 花嫁泥棒
  3. 悲しみのイエスタデイ
  4. 五月になれば
  5. 遠野物語
  6. サンライズ・サンセット
  7. 東北本線
  8. 三年目の決心
  9. ロンリーボーイ
  10. やさしさは欲しいけれど